# دولنی هرمانیتسه
دولنی هرمانیتسه (به چکی: Dolní Heřmanice) یک منطقهٔ مسکونی در جمهوری چک است که در ناحیه ژدار ناد سازاووو واقع شده‌است. دولنی هرمانیتسه ۱۴٫۱۴ کیلومتر مربع مساحت و ۵۱۱ نفر جمعیت دارد و ۴۷۸ متر بالاتر از سطح دریا واقع شده‌است.